# Mauricio Ardila
Mauricio Alberto Ardila Cano (født 12. maj 1979) er en colombiansk tidligere professionel cykelrytter, der bl.a. cyklede for det professionelle cykelhold Rabobank.